# Jagdstaffel 67
A Jagdstaffel 67, conhecida também por Jasta 67, foi um esquadra de aeronaves da Luftstreitkräfte, o braço aéreo das forças armadas alemãs durante a Primeira Guerra Mundial. No total, a esquadra abateu 34 aeronaves inimigas, incluindo 17 balões de observação.